# Triconia similis
Triconia similis is een eenoogkreeftjessoort uit de familie van de Oncaeidae. De wetenschappelijke naam van de soort werd in 1918 voor het eerst geldig gepubliceerd door Georg Ossian Sars.